# Microvelia americana
Microvelia americana är en insektsart som först beskrevs av Philip Reese Uhler 1884.  Microvelia americana ingår i släktet Microvelia och familjen vattenlöpare. Inga underarter finns listade i Catalogue of Life.